# 165 км
Железнодорожный барак 165 км — исчезнувший населённый пункт, входивший в состав Аллагуватского сельсовета Стерлитамакского района БАССР (по данным справочника административно-территориального деления на 1 июня 1952 года). В справочниках АТД 1969 года и более поздних не упоминается. Возник при строительстве железнодорожной линии Дёма (Уфа) — Ишимбаево (Ишимбай) Куйбышевской железной дороги в 1933—1934 гг.
Территориально находится в селе Васильевка Наумовского сельсовета Стерлитамакского района Республики Башкортостан, примерно где начинается современная улица Железнодорожная.
Со строительством в 1948 году нефтехимического комбината № 18 началось строительство на 166 километре железнодорожной ветки (в районе улицы Вокзальной) грузовой станции Васильевка (ныне железнодорожная станция Аллагуват). При ней возник посёлок при станции Васильевка, затем поглотивший ж-д барак 165 км.